# Piloto de guerra (libro)
Piloto de guerra (en el original francés Pilote de guerre, publicado en inglés como Flight to Arras y por ello a veces traducido como Vuelo a Arrás) es un libro de memorias del escritor francés Antoine de Saint-Exupéry. Escrito en 1942, narra sus vivencias en el Armée de l'air (Fuerza Aérea Francesa) como piloto de un avión de reconocimiento durante la batalla de Francia en 1940.
El libro resume meses de vuelo en una sola misión sobre la ciudad de Arrás. Saint-Exupéry fue asignado al Grupo de Reconocimiento II/33 para volar el bimotor Potez 637. Al comienzo de la guerra sólo había cincuenta tripulaciones de reconocimiento, de las cuales veintitrés estaban en su unidad. Dentro de los primeros días de la invasión alemana en Francia en mayo de 1940, diecisiete de las tripulaciones fueron sacrificadas imprudentemente, escribió: "como vasos de agua lanzados sobre un incendio forestal".
Saint-Exupéry logró salir con vida de la derrota de los franceses, pero se negó a unirse a la Real Fuerza Aérea debido a diferencias políticas con de Gaulle ya finales de 1940 se trasladó a Nueva York donde aceptó el Premio Nacional del Libro por su obra Tierra de hombres. Permaneció en América del Norte durante dos años, y luego, en la primavera de 1943 se reunió con su antigua unidad en el norte de África. En julio de 1944, "arriesgando el pellejo por buena fe", no regresó de una misión de reconocimiento sobre Francia.
El libro fue adaptado para la radio como un drama para el público estadounidense por la Red Red NBC y emitido el 7 de octubre de 1942 en el Author's Playhouse. Este fue adaptado más adelante, por Rod Wooden, en 1998 como un drama para BBC Radio 4, con David Threlfall interpretando el papel del piloto.